# روح الفتاة
روح الفتاة هو برنامج تلفزيون كوري.

## المعلمون
- Tak Jae-hoon
- Jang Woo-hyuk (H.O.T.)
- Chun Myung-hoon (NRG)
- Lee Ji-hye (S#arp)
- Seo In-young (Jewelry)

## وصلات خارجية
- الموقع الرسمي
 (بالكورية)